# Мария Комнина (королева Иерусалима)
Мария Комнина (греч. Μαρία Κομνηνή, ок.1154 — между 1208 и 1217) — королева Иерусалима.

## Жизнь
Мария была дочерью Иоанна Дуки Комнина (внука византийского императора Иоанна II Комнина) и Марии Таронитиссы,Её сестра Феодора была замужем за князем Антиохии Боэмундом III, а брат Алексей один раз претендовал на византийский престол.
Когда в 1162 году умер бездетный иерусалимский король Балдуин III, то его брат Амори перед вступлением на престол по требованию Иерусалимского патриарха Амори де Неля развёлся с Агнессой де Куртене. Так как для борьбы за Египет Амори нуждался в помощи могущественных соседей, то он решил породниться с византийским двором, и 29 августа 1167 года в Тире состоялась свадьба Амори и Марии.
У Амори и Марии в 1172 году родилась дочь Изабелла, а в 1173 — мертворождённый ребёнок. В 1174 году Амори скончался, даровав Марии на смертном одре Наблус.

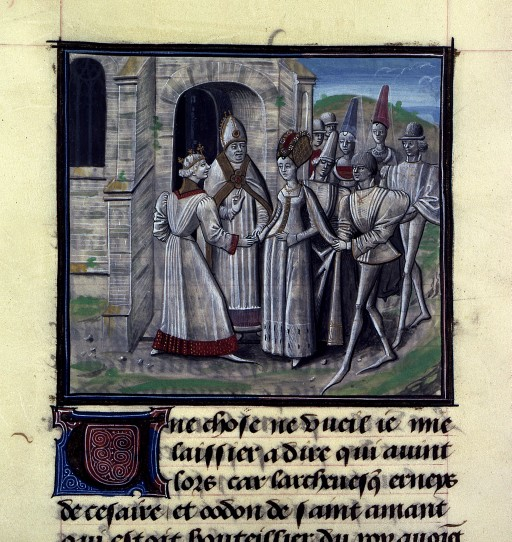
Свадьба Марии и Амори I

В 1177 году Мария вышла замуж за Балиана Ибелина, который в 1187 году, после поражения иерусалимской армии в битве при Хаттине, оказался фактическим правителем королевства. У них было по меньшей мере четверо детей:
- Эльвиса[англ.]
- Жан, сеньор Бейрута
- Маргарита, которая сначала вышла замуж за Гуго Тиберийского, а потом — за Вольтера Цезарейского
- Филипп, регент Кипра

Мария и Балиан поддерживали Конрада Монферратского в его борьбе за корону против Ги де Лузиньяна. Они добились развода Изабеллы — дочери Марии от первого брака — и организовали её брак с Конрадом, чтобы укрепить его претензии на трон. В 1208 году Мария участвовала в организации свадьбы своей внучки Алисы с королём Кипра Гуго I. Это последний случай её упоминания в хрониках — очевидно, она скончалась до 1217 года.